# 興善寺 (文京区)

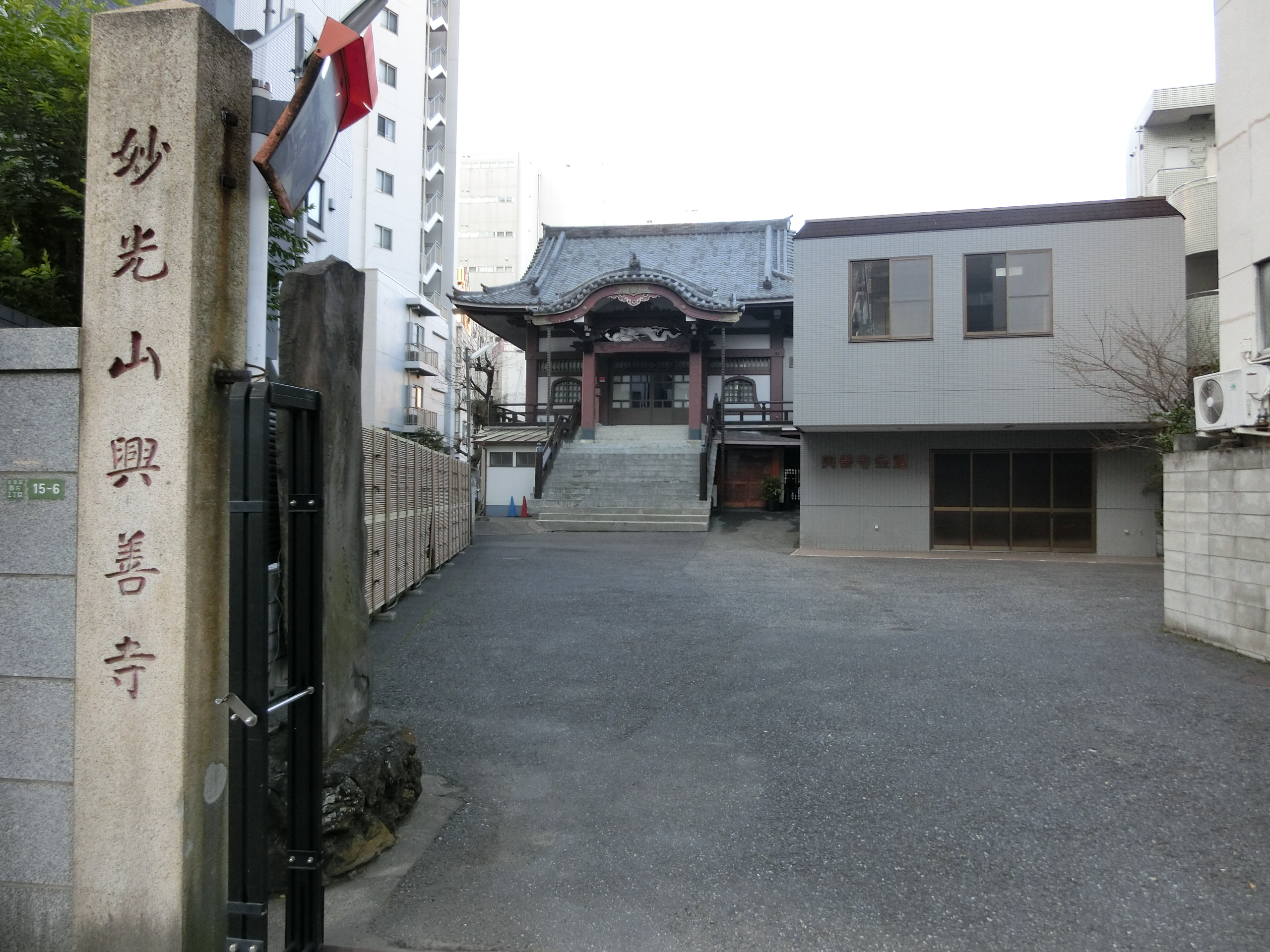
興善寺

興善寺（こうぜんじ）は、東京都文京区西片にある日蓮宗の寺院。山号は妙光山。旧本山は甲斐大野本遠寺、小西法縁。水戸徳川家の祈願所として栄えた。

## 歴史
- 寛永元年（1624年）正行院日円（正保5年（1648年）没）を開山として心覚院妙見大姉（水戸藩主徳川頼房の娘、寛永14年（1637年）没）を開基に創建した。

## 境内
- 本堂
- 興善寺会館

## 寺宝等
- 日蓮大菩薩像（本尊）
- 釈迦如来立像
- 霊夢祖師像

## 交通アクセス
- 春日駅A6出口より徒歩1分（経路案内）。

## 参考資料
- 日蓮宗寺院大鑑編集委員会『宗祖第七百遠忌記念出版 日蓮宗寺院大鑑』大本山池上本門寺 (1981年)
- 本郷区史
- 御府内寺社備考